# Binnenzee
Een binnenzee, niet te verwarren met randzee, is een nevenzee die door een (nauwe) zeestraat verbonden is met andere zeeën en/of oceanen of een zee die helemaal niet verbonden is met een andere zee en dus volledig ingesloten door land. 
Deze zeeën worden onderscheiden van een meer omdat ze zout water bevatten.

## Voorbeelden
Niet-ingesloten binnenzeeën:
- Oostzee
- Zwarte Zee
  - Zee van Azov
- Rode Zee
- Middellandse Zee
  - Adriatische Zee
- Caribische Zee
- Japanse Zee
- Hudsonbaai
- Zuiderzee voordat deze werd afgesloten

Ingesloten binnenzeeën:
- Kaspische Zee
- Dode Zee